# Gnidia sparsiflora
Gnidia sparsiflora är en tibastväxtart som beskrevs av Friedrich Gottlieb Bartling och Carl Daniel Friedrich Meisner. Gnidia sparsiflora ingår i släktet Gnidia och familjen tibastväxter. Inga underarter finns listade i Catalogue of Life.